# Metahuntemannia spinosa
Metahuntemannia spinosa is een eenoogkreeftjessoort uit de familie van de Canthocamptidae. De wetenschappelijke naam van de soort is voor het eerst geldig gepubliceerd in 1939 door Klie.